# Pascal Chaigneau
Pour les articles homonymes, voir Chaigneau.
 (juin 2021).
Pascal Chaigneau, né en 1956, est professeur des universités et avocat, spécialiste des relations internationales.

## Biographie

### Formation
- Docteur ès lettres (université de Paris X) - thèse d'État en sociologie[1], ainsi que qualification aux fonctions de professeur des universités ;
- Docteur en sociologie politique (EHESS) - thèse intitulée « Rivalités politiques et socialisme à Madagascar »[2] ;
- Docteur en droit public (université de Paris XI, thèse sur les exportations d'armements en droit comparé[3]) ;
- Docteur en socio-économie du développement (université de Paris I) ;
- Ancien auditeur à l'Institut des hautes études de défense nationale (IHEDN).

### Carrière
Professeur des universités, président de la section de science politique à l'université de Paris, il est admis à la classe exceptionnelle en 2014 et à l'éméritat en 2021.
Professeur affilié au département d'économie d'HEC Paris, il y est directeur du Centre HEC de géopolitique, directeur scientifique du master géopolitique et géo-économie de l'émergence HEC-UMVIP et du double-diplôme avec Sciences Po.
Avocat au Barreau de Paris depuis 1990, spécialiste en droit international, il est, depuis 2010, of counsel au cabinet Szpiner.
Expert relations internationales au sein de la Marine nationale française, il a servi dans la réserve opérationnelle jusqu'à la limite d'âge, 64 ans, et de grade, capitaine de vaisseau.
Fondateur (1986) du Centre d'études diplomatiques et stratégiques doté du statut consultatif auprès des Nations unies, il a été conseiller du commerce extérieur (1996- 2006) et administrateur de Radio France internationale (2002-2012).
Membre fondateur (2012) d'Universitaires sans frontières, il a enseigné aux États-Unis, en Chine, et dans plusieurs universités africaines.
Il est visiting professor à la Sorbonne d'Abu Dhabi.
Directeur de séminaire à l'École de guerre (de 1998 à 2012), il est (à partir de 2013) directeur de la chaire de géopolitique à l'École des officiers de la gendarmerie (EOGN).

## Ouvrages et revues
Depuis 2003, il dirige la publication annuelle Enjeux diplomatiques et stratégiques (éditions Économica de 2003 à 2014, éditions Les Points sur les I depuis 2015).
Depuis 2016, il coordonne la publication bi-annuelle Strategic Dialogues, HEC center for Geopolitics - Policy Center for the new south (publication papier et version numérique organisée par Policy Center).

## Publications (liste non exhaustive)
- La Politique militaire de la France en Afrique, Centre des hautes études sur l'Afrique et l'Asie modernes, 1984.
- Rivalités politiques et socialisme à Madagascar, La Documentation française, 1985.
- Europe, la nouvelle donne stratégique, Berger-Levrault, 1993.
- Les Grands Enjeux du monde contemporain, Ellipses, Hors collection, 1996.
- Dictionnaire des relations internationales (dir.), Economica, Diplomatie, 1998.
- Gestion des risques internationaux (dir.), Economica, 2001.
- La Criminalité financière (codir. avec Ludovic François et Marc Chesney), Editions d'Organisation, 2002.
- Blanchiment et financement du terrorisme (codir. avec Ludovic François et Marc Chesney), Ellipses, 2004.
- Risques et management international (dir.), L'Harmattan, 2004-2005 (revue annuelle).
- Dictionnaire biographique des relations internationales depuis 1945 (avec Georges Ayache), Economica, Autres livres, 2007.
- La déclaration universelle des droits de l'Homme, fondement d'une nouvelle justice mondiale (codir. avec (Jean-Pierre Machelon et Fouad Nohra), Paris, L'Harmattan, 2010.
- Conflictualités et politiques de sécurité et de défense en Afrique (codir. avec (Pierre Pascallon), Paris, L'Harmattan, 2012.
- Agir dans l'incertitude (codir. avec Paul Massart et Fabrice Larat), Paris, Cahiers de la revue de défense nationale, Actes du colloque HEC - École de guerre - ENA, 2012.
- Dictionnaire de l'Europe (coauteur), Paris, PUF, 2013.
- La sécurité Euro-Méditerranéenne (codir. avec Pierre Pascallon), Paris, L'Harmattan, 2013.

Membre du comité de rédaction de la revue Geo économie et de la Revue des sciences de gestion, il est administrateur honoraire et membre du comité de lecture de la Revue de défense nationale.

## Distinctions
- Officier de la Légion d'honneur (2006)[9]; Chevalier (1996)[10];
- Commandeur de l'ordre national du Mérite (2011)[11]; Officier (2001);
- Commandeur de l'ordre des Palmes académiques (2002);
- Officier de l'ordre du Mérite maritime (2008);
- Commandeur de l'ordre des Arts et des Lettres (1995)[12];
- Médaille de la Défense nationale, échelon bronze;
- Médaille des services militaires volontaires, bronze.

Autres :
- Lauréat de l'Institut ;
- Prix Vernimmen 2012 d'HEC ;
- Docteur honoris causa de l'université de Richmond (États-Unis) et de la Yorker International University.

Membre (depuis 2006) de la British Royal Society of Arts et (depuis 2004) de l'Académie des sciences d'outre-mer, il est invité permanent de l'Académie de marine.
À Madagascar, dont son épouse est originaire, ses travaux sur l'histoire contemporaine du pays lui ont valu de devenir membre de l'Académie malgache et grand croix de l'ordre national Malagasy.